# 増水警報システム
増水警報システム（ぞうすいけいほうしすてむ）とは、兵庫県の表六甲地区の河川において、河川利用者に洪水の危険を知らせるシステムである。2008年の都賀川水難事故の教訓を受けて2009年4月1日に運用開始された。ここでは、このシステムに関与する「ラジオ関西地域気象情報」などのシステムについても解説する。

## 概要
2008年7月28日に兵庫県神戸市灘区の都賀川で発生した水難事故（都賀川水難事故）では、局所的な集中豪雨が発生し、水遊びなどで都賀川や河川敷にいた16人が急激な水位上昇により流され5人が死亡した。国土交通省および神戸市は事故の被害を拡大させた最大の原因は、『気象警報を河川にいる人たちに向けて知らせる設備がなかったこと』と判断し、再発防止策としてそれを知らせる設備の開発が行われることになった。河川利用者が自己責任において自由使用することを前提として、河川利用者自身がより的確に安全確保の判断をする手助けとなるように、河川内で人が集まりやすい箇所（橋の下など）に、昼間の逆光でも視認しやすい黄色の回転灯を設置し、大雨・洪水注意報及び警報の発表と連動して作動させるシステムを構築することとなった。その伝達手段として、ラジオ関西の放送電波を利用し、大雨・洪水注意報及び警報の発表時・解除時に通常放送に割り込み、電話回線などで使用されるDTMF制御信号を送信して、現地の制御装置を制御する方針がとられた。この割込み放送はラジオ内では「ラジオ関西地域気象情報」として、肉声放送と含めて送信される。また2012年には、DTMFに連動した電光掲示板も設置された。ただし、現地では音声案内は行っていない。

## システム

### 起動基準
兵庫県県土整備部の高田隆史(2009)によれば、都賀川の事故では降雨と水位上昇がほとんど同時であり、急峻な六甲山を一瞬に流れ落ちる都賀川の特性から、上流域の降雨や水位を基準とした警報では間に合わないと考えられた。また、局地的なゲリラ豪雨に対する降雨予測が技術的に難しく、降雨予測や水位予測を基にする方式では困難と考えられ、兵庫県阪神地方（神戸市・芦屋市・西宮市・伊丹市・宝塚市・明石市）に大雨・洪水注意報及び警報が発表された際に伝達する方針となった。

### 『広域・緊急シグナル伝達システム』
阪神地方に大雨・洪水の各種気象警報・注意報が発表されると、気象業務支援センターからNTTの専用回線を利用しラジオ関西に情報が発出される。ラジオ関西は情報を受信すると自動で割込み放送を起動し、DTMF制御信号を含む「ラジオ関西地域気象情報」を放送する。同局淡路送信所の放送波(558kHz)受信した現地の制御装置が回転灯や電光掲示板を作動させる。解除の際も同様の手順にて行われる。この方法はJアラート受信時にDTMFによって自動起動する緊急告知FMラジオと同様の方式である。

NTTの専用回線やFOMA回線、既存のテレメーターの活用も検討されたが、①経済性、工期に優れ②ラジオ電波を使用するので通信信頼性が高く ③受信機付き回転灯の増設により拡張が容易であり④障害物の多い場所（山中やビル街等）であっても中波電波は受信が可能であることから、ラジオ関西の提案した「広域・緊急シグナル伝達システム」が採用された。なお、ラジオ関西では「ラジオQQシステム」と紹介しており、津波等速報・即応が必須の大災害時の緊急情報伝達を広域、瞬時に輻輳なく、既存のインフラを活用して送信が可能と説明している。

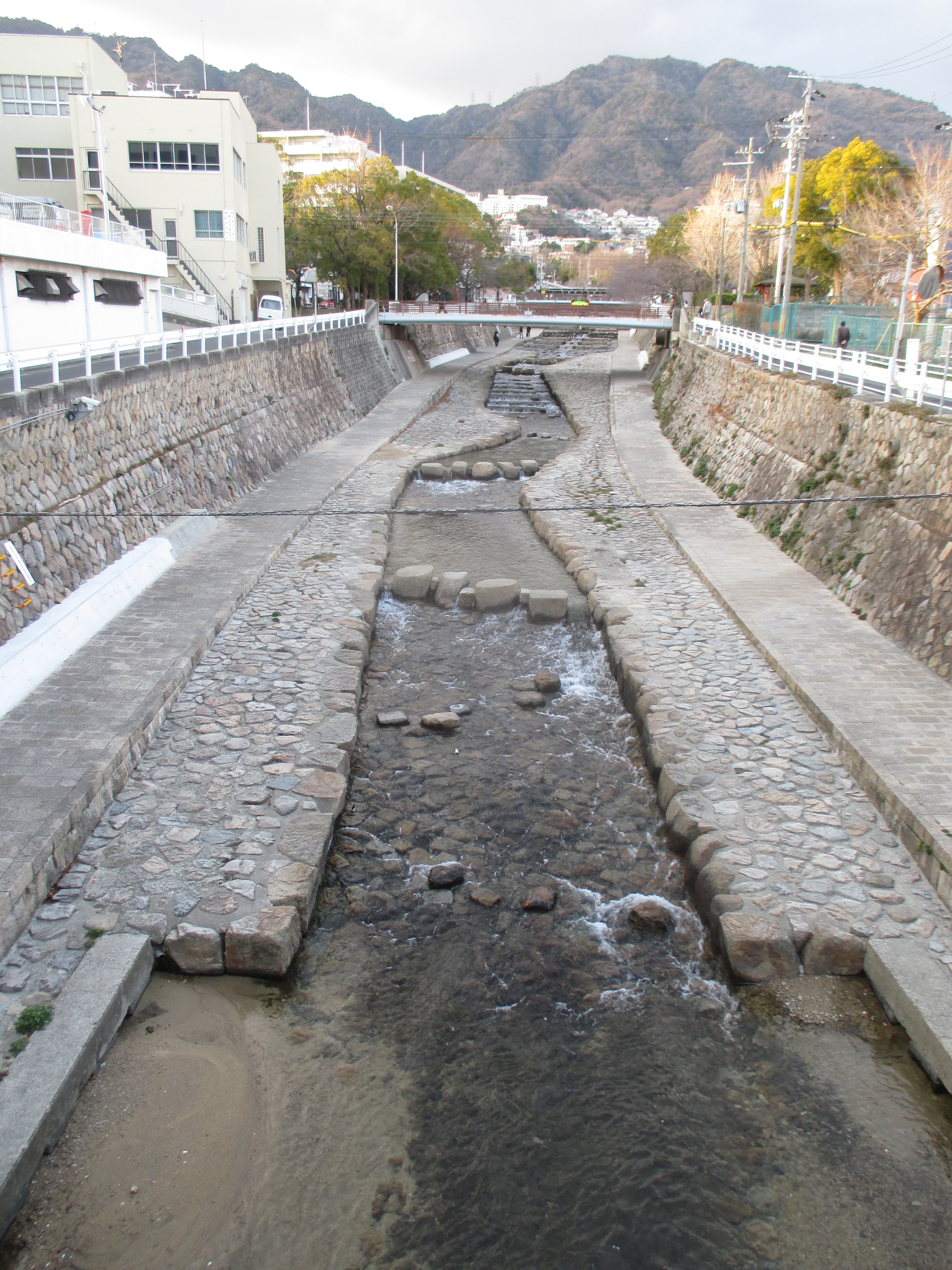
写真では見づらいが、都賀川に架かる橋に電光掲示板が設置されている

#### 電光掲示板の表示
注意報時には「大雨や洪水 の注意報などが出たら，「回転灯」が点灯します．危険 ですので，川から上がりましょう」等のメッセージを表示する。

### ラジオ関西地域気象情報
前述のとおり、NTTの専用回線を利用しラジオ関西に情報が受信すると、ジングルとともに「ラジオ関西地域気象情報」と読み上げられる。DTMFが2回放送されたのち「阪神地方に大雨や洪水に関する気象情報が発表されました」（「阪神地方に発表されていた大雨や洪水に関する気象情報が解除されました」）と読み上げられ、再度DTMFが放送され「十分ご注意ください」（「引き続き気象情報にはご注意ください」）と読み上げられる。その制御音から局内では「ぴぽぱ」の愛称がある。
2020年7月1日（6月30日深夜）には『Creepy Nutsのオールナイトニッポン0』に割り込む形でこの情報が放送された。深夜帯で放送された事により、Twitter上では警報システムや電子音に「怖い」などの否定的な意見が多く見られた。これについてラジオ関西広報担当が同システム担当者に「無音化できないのか」と聞いたところ、「限りなく無音化に近い形は可能であるが、河川の増水などを近隣の方に伝える意味も込めて、あえてダイヤル音を出している」と回答した。なお、「ラジオ関西地域気象情報」は同局の豊岡局(1395kHz)やFM補完放送(91.1MHz)、radikoなどのインターネットサイマル放送でも聴取が可能である。

## 導入河川
| 表六甲河川(12河川) | 都賀川                                                                          | 2009年4月1日導入 |
| 表六甲河川(12河川) | 東川、夙川、芦屋川、住吉川、石屋川、生田川、苧川、宇治川 新湊川、石井川、天井川 | 2009年6月1日導入 |
| その他河川         | 有馬川、福田川、山田川                                                          | 2009年6月1日導入 |
| その他河川         | 天神川、天王寺川、駄六川、朝霧川                                                | 2009年7月中旬    |

## 課題
高田(2009)によれば、運用開始時点の課題として、「大雨洪水注意報発表が必ずしも水位上昇に結びついておらず、警報システムが作動しても河川水位が上昇しない（空振りする）ケースが多い。」「河川利用者に対して河川の危険性や警報システムについての啓発活動が不十分。」の2点を挙げており、「① 現行の気象情報（注意報・警報）による作動基準から、高精度降雨レーダー（Ｘバンドレーダー）の観測情報を用いた作動基準の追加についての検討」、「② 地元ボランティア・消防・警察などの関係機関が連携したパトロールによる水難事故防止体制の確立」、「③増水警報システム周知および河川の危険性周知のための啓発活動の実施」を挙げている。
運用後、眞間ら(2011)の報告では、システム作動のトリガーの条件の正しい認識は90%と高いが、実際に避難せず行動を続けた割合が80%と避難行動の関連性は低く、大雨における避難情報の一つとして提供される程度の認知でよく、避難のトリガーとしての周知をする活動の重要性は低いと考察している。
しかし、2012年7月には同じ都賀川上流の六甲川でゲリラ豪雨によって約50名が増水に巻き込まれそうになる事態も起きている。サイレンなどの聴覚手段による周知はこれまでも検討されてはいるものの、「騒音」問題として地元住民の理解が得られず導入に至っていない。